# Otto Briese
Otto Briese (n. 25 iunie 1889, Iași – d. 21 februarie 1963) a fost un pictor ieșean de origine germană.

## Biografie
Otto Arthur Briese a fost fiul unui meseriaș german, care s-a stabilit la Iași. A urmat școala la Roman și Iași, apoi între 1906 și 1911, a urmat școala de artă, unde a luat primele cursuri de pictură. Simultan (1906-1909), a urmat și cursuri de muzică.
A urmat Academia de Belle-Arte din Iași sub îndrumarea profesorilor C.D. Bardasare și Gheorghe Popovici.
Ca tânăr artist, a câștigat în 1909 premiul Lecomte du Noüy al Academiei Române, pentru un desen, fapt ce i-a permis să continue studiile de desen și pictură la Viena și München.
Din 1912, a lucrat la Vaslui și Iași ca profesor de desen și  artist plastic. În 1918, împreună cu pictorii C. Bacalu, A. Baesu și St. Dimitrescu, a înființat asociația „Arta românească“, care își propunea să lupte împotriva academismului.
În 1919 s-a căsătorit cu Maria Serghie, medic endocrinolog, șefa Clinicii de Endocrinologie de la Spitalul „Sfântul Spiridon” din Iași.
În 1926, împreună cu scriitorul și criticul de artă Oscar Walter Cisek, Briese a organizat prima mare expoziție de grafică nouă din România.
În 1933 a fost angajat ca profesor la Academia de Arte Frumoase din Iași, iar în 1945 a fost numit director al instituției.
După 1945, a fost membru co-fondator al cercului „Flacăra“.
Între 1911 și 1962, Otto Briese a participat la 36 de expoziții personale în marile orașe ale României, și a primit o serie de premii la multe expoziții colective din țară și străinătate.
A pictat în Bucovina și Banat (în special la Șaru Dornei și Lugoj), dar și la mănăstirile Agapia, Văratec, Neamț și pe coasta Mării Negre, la Balcic.
A expus împreună cu Nicolae Tonitza și Ștefan Dimitrescu, Otto Briese fiind un foarte bun colorist.

## In memoriam
Casa Otto Briese, din Iași, Str. Eminescu Mihai 1, a fost înscrisă în Lista monumentelor istorice 2004, la nr. crt. 1033, cod LMI: IS-II-m-B-03868.
În anul 2005, Societatea Română de Televiziune a realizat filmul documentar „Pictorul ieșean Otto Briese”.
Complexul Muzeal Național „Moldova” din Iași a organizat în 1998 o expoziție retrospectivă Otto Briese.